# Ir ha-Karmel
Ir ha-Karmel (en hebreu, עיר הכרמל, ciutat del Carmel) és una ciutat al districte de Haifa d'Israel. Fou fundada el 2003 de la unió dels consells locals de Daliyat el-Carmel i d'Isfiya. Encara que originàriament s'anomenà Daliyat el-Carmel - Isfiya, posteriorment fou rebatejada com Ciutat de Carmel.
La ciutat, situada a la part més alta del mont Carmel, agrupa aquests dos nuclis de població drusa. La ciutat atrau gran nombre de turistes que volen conèixer més de prop la cultura drusa i que volen visitar el famós basar.
Tanmateix, la ciutat travessa un període de dificultats econòmiques: el pressupost municipal és insuficient i l'ajuntament està molt endeutat. Es cregué que la fusió de tots dos pobles milloraria la situació mitjançant la col·laboració i l'aprofitament de sinergies, però ara s'ha pogut comprovar que la fusió no ha aportat beneficis als comptes públics.